# Neocheiropteris buergerianus
Neocheiropteris buergerianus là một loài dương xỉ trong họ Polypodiaceae. Loài này được Nakaike mô tả khoa học đầu tiên năm 1981.
Danh pháp khoa học của loài này chưa được làm sáng tỏ. 